# 별을 삼킨 너에게
《별을 삼킨 너에게》은 ARI 작가가 네이버 웹툰에 연재하는 웹툰이다.

## 줄거리
서지우와 이하준의 이야기.이하준은 서지우를 좋아하지만 정작 서지우는 하준의 마음을 모르는데...

## 등장인물
- 서지우(27살)

부모님이 이혼하셔서 엄마와 함께 따로 살고있다.하준이와 하율이 윗집에 살고있으며 하준이와 하율이를 돌봐주기도 한다.송우린과 사귀었었지만 송우린의 과보호로 인해 헤어지게 된다. 이하준과 이야기를 나누고 오해를 풀었다. 5년 동안 미국의 대학교에 유학을 다녀왔다.하준이가 자신을 좋아하지 않으면 한다.
- 이하준(21살)

아이워너의 멤버이고, 하율이의 오빠이며 지우와 사귀는 중이다. 옛날엔 지우에게는 좋아하지 않는다고 말했지만 20살이 되고 지우에게 고백을 했다.
- 이하율(19살)

하준이의 여동생이며 지우를 엄청 좋아한다. 로빈에게 유독 쌀쌀맞다.
- 송우린(27살)

지우의 27년 지기 소꿉친구이다.돈도 많고 공부도 잘하고 친구 관계도 좋아서 엄친아다. 지우와 사귀었지만 자신의 욕심 때문에 헤어지게된다. 지우와 화해를 하고 다시 친구가 되었지만 지우가 하준과 사귀게 되어 연락이 끊겼다.
- 차보미(27살)

중학교때 지우와의 약간의 오해가 있었는데 서로의 진심어린 말들을 듣고 절친이된다. 눈치가 빨라 하준이 지우를 좋아하는 것을 눈치챈다. 예쁜 얼굴로 인기가 많다.
- 로빈(20살)

하율이를 좋아하지만 하율이는 로빈에게 항상 쌀쌀맞다. 하준이와 같은 아이워너의 멤버이다.